# Kristaps Mediss
Kristaps Mediss (Riga, 9 giugno 1989) è un cestista lettone.

## Palmarès
- Campionato lettone: 2

VEF Rīga: 2010-2011, 2019-2020